# Kabinett Rumor II
Das italienische Kabinett Rumor II wurde am 5. August 1969 durch Ministerpräsident Mariano Rumor gebildet und befand sich bis zum 26. März 1970 im Amt. Es löste das erste Kabinett Rumor ab und wurde durch das dritte Kabinett Rumor abgelöst.

## Kabinett

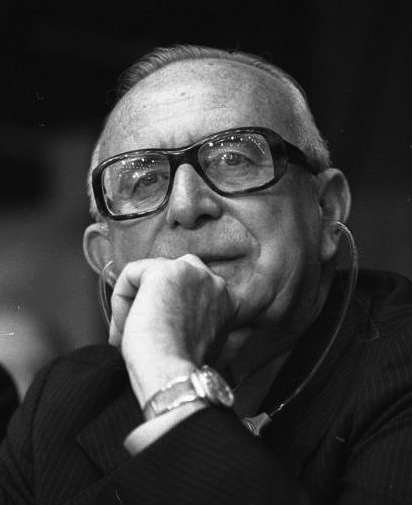
Mariano Rumor als Gast auf dem CDU-Bundesparteitag 1978

Dem Kabinett gehörten folgende Minister an:
| Amt | Name                      | Parlamentsmandat        | Anmerkungen                              |
| --- | ------------------------- | ----------------------- | ---------------------------------------- |
| Ministerpräsident | Mariano Rumor             | Camera dei deputati     |                                          |
| Minister ohne Geschäftsbereich für die Reform der öffentlichen Verwaltung                                            | Eugenio Gatto             | Senato della Repubblica |                                          |
| Minister ohne Geschäftsbereich für die Beziehungen zum Parlament                                                     | Carlo Russo               | Camera dei deputati     |                                          |
| Minister ohne Geschäftsbereich für Süditalien und strukturschwache Gebiete                                           | Emilio Paolo Taviani      | Camera dei deputati     |                                          |
| Minister ohne Geschäftsbereich für die Koordinierung der Initiativen für wissenschaftliche Forschung und Technologie | Giorgio Bo                | Senato della Repubblica |                                          |
| Minister ohne Geschäftsbereich für die Beziehungen zur UNO                                                           | Arnaldo Forlani           | Camera dei deputati     | Amtszeit 5. August bis 11. November 1969 |
| Außenminister | Aldo Moro                 | Camera dei deputati     |                                          |
| Innenminister | Franco Restivo            | Camera dei deputati     |                                          |
| Justizminister | Silvio Gava               | Senato della Repubblica |                                          |
| Minister für den Haushalt und Wirtschaftsplanung                                                                     | Giuseppe Caron            | Senato della Repubblica |                                          |
| Finanzminister | Giacinto Bosco            | Senato della Repubblica |                                          |
| Schatzminister | Emilio Colombo            | Camera dei deputati     |                                          |
| Verteidigungsminister                                                                                                | Luigi Gui                 | Camera dei deputati     |                                          |
| Minister für öffentlichen Unterricht                                                                                 | Mario Ferrari Aggradi     | Camera dei deputati     |                                          |
| Minister für öffentliche Arbeiten                                                                                    | Lorenzo Natali            | Camera dei deputati     |                                          |
| Minister für Landwirtschaft und Forsten                                                                              | Giacomo Sedati            | Camera dei deputati     |                                          |
| Minister für Verkehr und Zivilluftfahrt                                                                              | Remo Gaspari              | Camera dei deputati     |                                          |
| Minister für Post und Telekommunikation                                                                              | Athos Valsecchi           | Senato della Repubblica |                                          |
| Minister für Industrie, Handel und Handwerk                                                                          | Domenico Magrì            | Camera dei deputati     |                                          |
| Minister für Arbeit und Sozialversicherung                                                                           | Carlo Donat-Cattin        | Camera dei deputati     |                                          |
| Außenhandelsminister                                                                                                 | Riccardo Misasi           | Camera dei deputati     |                                          |
| Minister für die Handelsmarine                                                                                       | Vittorino Colombo         | Camera dei deputati     |                                          |
| Minister für staatliche Beteiligungen                                                                                | Franco Malfatti           | Camera dei deputati     |                                          |
| Gesundheitsminister                                                                                                  | Camillo Ripamonti         | Senato della Repubblica |                                          |
| Minister für Tourismus und Veranstaltungen                                                                           | Giovanni Battista Scaglia | Camera dei deputati     |                                          |